# ゴースト・バディーズ/小さな5匹の大冒険
『ゴースト・バディーズ/小さな5匹の大冒険』（ゴースト・バディーズ ちいさなごびきのだいぼうけん、原題：Spooky Buddies）は、2011年9月20日にアメリカ合衆国のウォルト・ディズニー・スタジオ・ホーム・エンターテイメントより発売されたオリジナルビデオ映画作品。バディーズシリーズ5作目。キュートな5匹の子犬が、ハロウィーンの町に帰った途端に世界征服を企む怪しい魔術師と対決する物語を展開していた。
日本では劇場未公開。2012年10月3日にウォルト・ディズニー・スタジオ・ジャパンよりDVD（VWDS-2572）とBlu-ray Disc（VWBS-1379）が同時に発売されている。「スターお宅訪問 ローズバッド編」と「ミュージックビデオ ♪モンスター・マッシュ」としてボーナス・コンテンツを収録している。

## キャスト
| 役名                 | 俳優                           | 日本語吹き替え |
| -------------------- | ------------------------------ | -------------- |
| ビードッグ           | スカイラー・ジソンド           | 村山謙太       |
| ローズバッド         | G・ハネリウス                  | 松浦愛弓       |
| マッドバッド         | タイ・パニッツ                 | 鏑木海智       |
| ブッダ               | チャールズ・ヘンリー・ワイソン | 阿久津秀寿     |
| バダボール           | ニコ・ギージ                   | 萩原稔         |
| ビリー               | スカイラー・ジソンド           | くまいもとこ   |
| ウォーウィック       | ハーランド・ウィリアムズ       | 桐本琢也       |
| ハロウィン・ハウンド | ディードリック・ベイダー       | 楠大典         |
| ジョンソン           | ランス・ハワード               | 伊藤和晃       |
| ピップ               | フランキー・ジョナス           | 菊池羅生       |

※その他の日本語吹き替え：深見梨加／鈴木琢磨／斎藤志郎／赤城進／槙乃萌美／岡田栄美／大原桃子／優希／福井美樹／大浦冬華／千田光男／寺田はるひ／船木真人／幸田夏穂／成瀬誠／三瓶由布子／中嶋ヒロ／赤﨑千夏

## 日本語版制作スタッフ
- 演出：高桑一
- 翻訳：村上美智子
- 録音・調整：山下裕康
- 録音制作：HALF H・P STUDIO
- 制作監修：船橋美里
- 日本語版制作：DISNEY CHARACTER VOICES INTERNATIONAL, INC.

## スタッフ
- 監督：ロバート・ヴィンス
- 脚本・製作：ロバート・ヴィンス、アンナ・マクロバーツ
- キャスティング：ローナ・ジョンソン
- プロダクション・デザイン：ミシェル・S・ボルトン
- 編集：ケリー・ヘロン
- 撮影：マイク・サウソン
- 音楽：ブラーム・ウェンガー
- 衣装：ステファニー・ノーライン